# Charles Péguy
Charles Péguy (7. ledna 1873 Orléans – 5. září 1914 Villeroy) byl francouzský spisovatel, filosof a básník.

## Život
Narodil se v chudé řemeslnické rodině a otec mu zemřel krátce po narození. V letech 1879–1885 navštěvoval základní školu, kde si ho všiml ředitel a zajistil mu stipendium, aby mohl v letech 1885–1891 pokračovat na lyceu v Orléans. Po přípravce ve Sceaux a roční vojenské službě byl roku 1894 přijat na École normale supérieure (ENS) v Paříži. Mezi jeho učiteli byl také Romain Rolland a Henri Bergson, který na něho měl veliký vliv. Péguy byl vášnivý republikán a měl blízko i k socialistům, a když vypukla Dreyfusova aféra, postavil se rozhodně na jeho stranu.
| „           | Tyranie je vždycky lépe organizovaná než svoboda. | “ |
| — Ch. Péguy |                                                   |   |

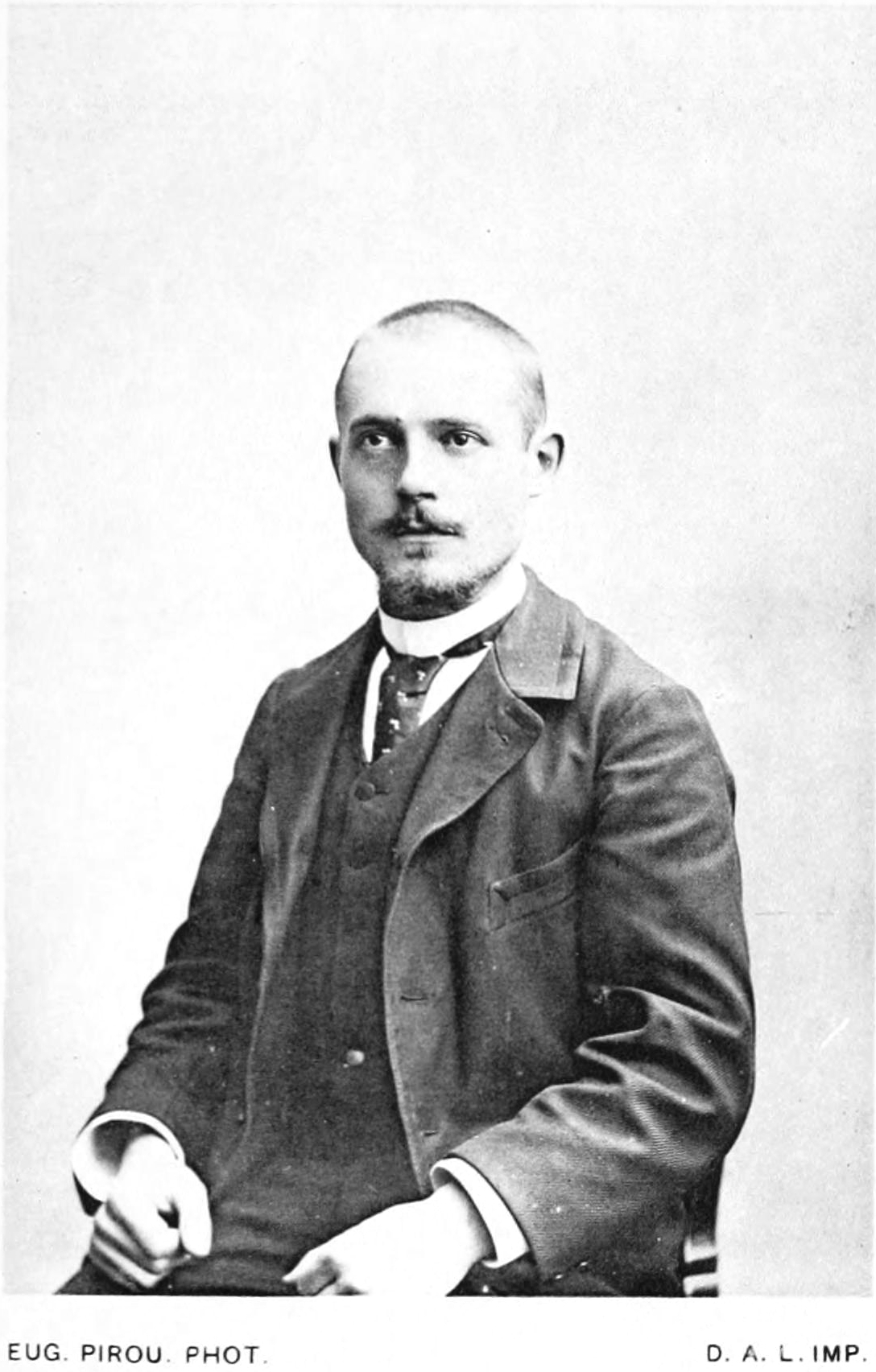
Charles Péguy

Roku 1897 se oženil s Ch.-F. Baudouinovou, s níž měl čtyři děti, a začal psát do Revue socialiste. Když neuspěl v závěrečné zkoušce na ENS, založil blízko Sorbonny knihkupectví, které se stalo centrem Dreyfusových obhájců. Dlouho podporoval Jeana Jaurese, svého spolužáka z ENS, postupně se však se socialisty rozešel, protože jim vytýkal nedostatek vlastenectví a později také proticírkevní zákonodárství J. Ferryho. „Nechci, aby druzí byli stejní. Chci, aby zůstali jiní.“ Péguyho vřelé francouzské vlastenectví a důraz na osobní statečnost silně ovlivnily francouzský odpor za druhé světové války i Ch. de Gaulla.
| „           | Nikdo netuší, jakých zbabělostí jsou dnešní Francouzi schopni, jen aby nevypadali málo pokrokoví. | “ |
| — Ch. Péguy |                                                                                                   |   |

Roku 1900 založil Péguy literární časopis Les cahiers de la quinzaine, kam psal také Romain Rolland, Julien Benda, Georges Sorel, Daniel Halévy a André Suares. Časopis měl velké finanční problémy a nevycházel pravidelně, nicméně do roku 1914 vyšlo 229 čísel. Péguy se v těchto letech stává jedním z prvních kritiků „modernity“, které vyčítá sobectví a hamižnost, zbabělou pohodlnost a mravní rozklad společnosti. „Jako se křesťan připravuje na smrt, připravuje se moderní člověk na důchod.“ Proti tomu zdůrazňuje odvahu a její velké vzory, především Janu z Arku. V jeho díle se také projevuje nový zájem o křesťanskou mystiku zároveň s rozhodným odporem vůči antisemitismu.
| „           | Všechno začíná mystikou a končí politikou. | “ |
| — Ch. Péguy |                                            |   |

Roku 1913 se Péguy s rodinou přestěhoval do Bourg-la-Reine, dokončil básnický epos „Eva“ a knihy o Bergsonovi a o Descartovi. V srpnu 1914 narukoval do armády jako poručík pěchoty a hned v září padl ve Villeroy, těsně před začátkem bitvy na Marně.
| „           | Homér je dnes ráno nový a svěží – a nic nevypadá tak staře a unaveně jako dnešní noviny. | “ |
| — Ch. Péguy |                                                                                          |   |

## Odkaz
Péguyho vášnivé dílo mělo už za jeho života značný vliv a po první světové válce byla po něm pojmenována řada ulic a zejména škol. K nám jeho dílo uvedl Josef Florian, takže inspirovalo řadu katolických myslitelů a básníků. Mezi překladateli byli básníci Bohuslav Reynek a Ivan Slavík. Úplné vydání jeho spisů ve 20 svazcích vyšlo v letech 1916–1955, úplné vydání básní a próz v edici Pléiade (4 svazky) bylo dokončeno 1992. Jeho odkaz aktualizoval roku 1992 filosof Alain Finkielkraut esejem Le Mécontemporain („Nesoučasník“).
| „               | Svět je plný poctivých lidí. Poznají se podle toho, že své špatnosti nedělají tak šikovně. | “ |
| — Charles Péguy |                                                                                            |   |

## Dílo
Eseje
- De la raison  (O rozumu), 1901
- Notre Patrie (Naše vlast), 1905
- Situations (Situace), 1907–1908
- L'Argent (Peníze), 1913

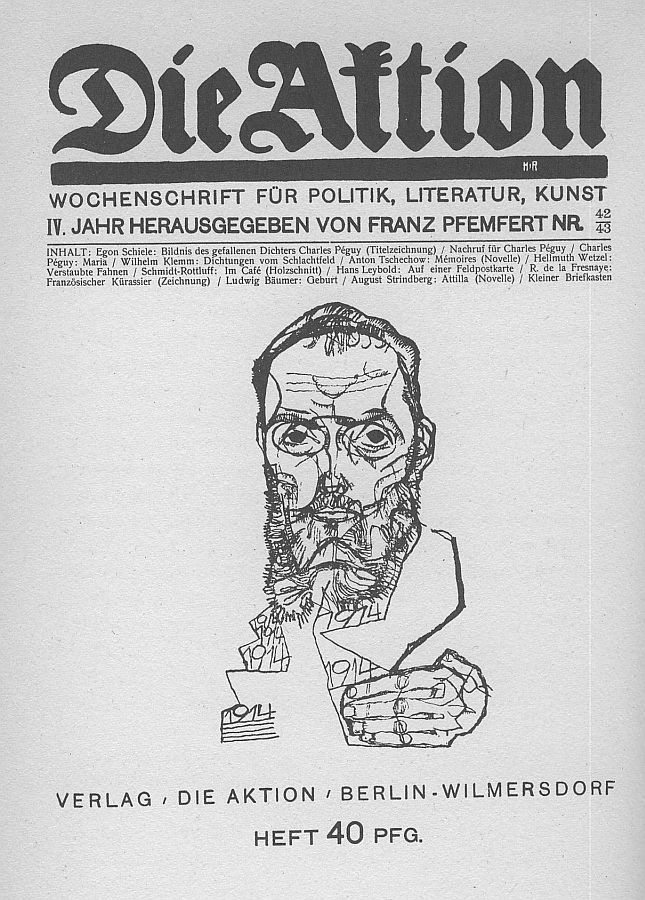
Egon Schiele: Ch. Péguy (1914)

- Note sur M. Bergson et la philosophie bergsonienne (Poznámka o Bergsonovi a jeho filosofii), 1914
- Note conjointe sur M. Descartes et la philosophie cartésienne (Poznámky o Desrartovi a karteziánské filosofii), 1914
- Clio. Dialogue de l'histoire et de l'âme païenne (Clio. Dialog o historii a pohanské duši), 1931
- L'Argent suite (Peníze – pokračování), 1932
- Véronique. Dialogue de l'histoire et de l'âme charnelle (Veronika. Dialog o historii a tělesné duši), Gallimard, 1972

Poesie
- La Tapisserie de Sainte Geneviève et de Jeanne d'Arc (Koberec svaté Jenovéfy a Jany z Arku), 1913
- Ève (Eva), 1913

Divadlo
- Jeanne d'Arc (Jana z Arku), Paris, Librairie de la Revue socialiste, 1897
- Le Porche du Mystère de la deuxième vertu (Brána k tajemství druhé ctnosti), 1912
- Le Mystère des Saints Innocents (Tajemství svatých Neviňátek), 1912

Sebrané spisy
- Œuvres complètes de Charles-Péguy (1873-1914), Paris, NRF, Gallimard, 1916-1955 (20 vol.)
- Œuvres poétiques complètes, Bibliothèque de la Pléiade, Gallimard, 1941
- Œuvres en prose complètes I, Bibliothèque de la Pléiade, Gallimard, 1987
- Œuvres en prose complètes II, Bibliothèque de la Pléiade, Gallimard, 1988
- Œuvres en prose complètes III, Bibliothèque de la Pléiade, Gallimard, 1992